# Hayden Flour Mill

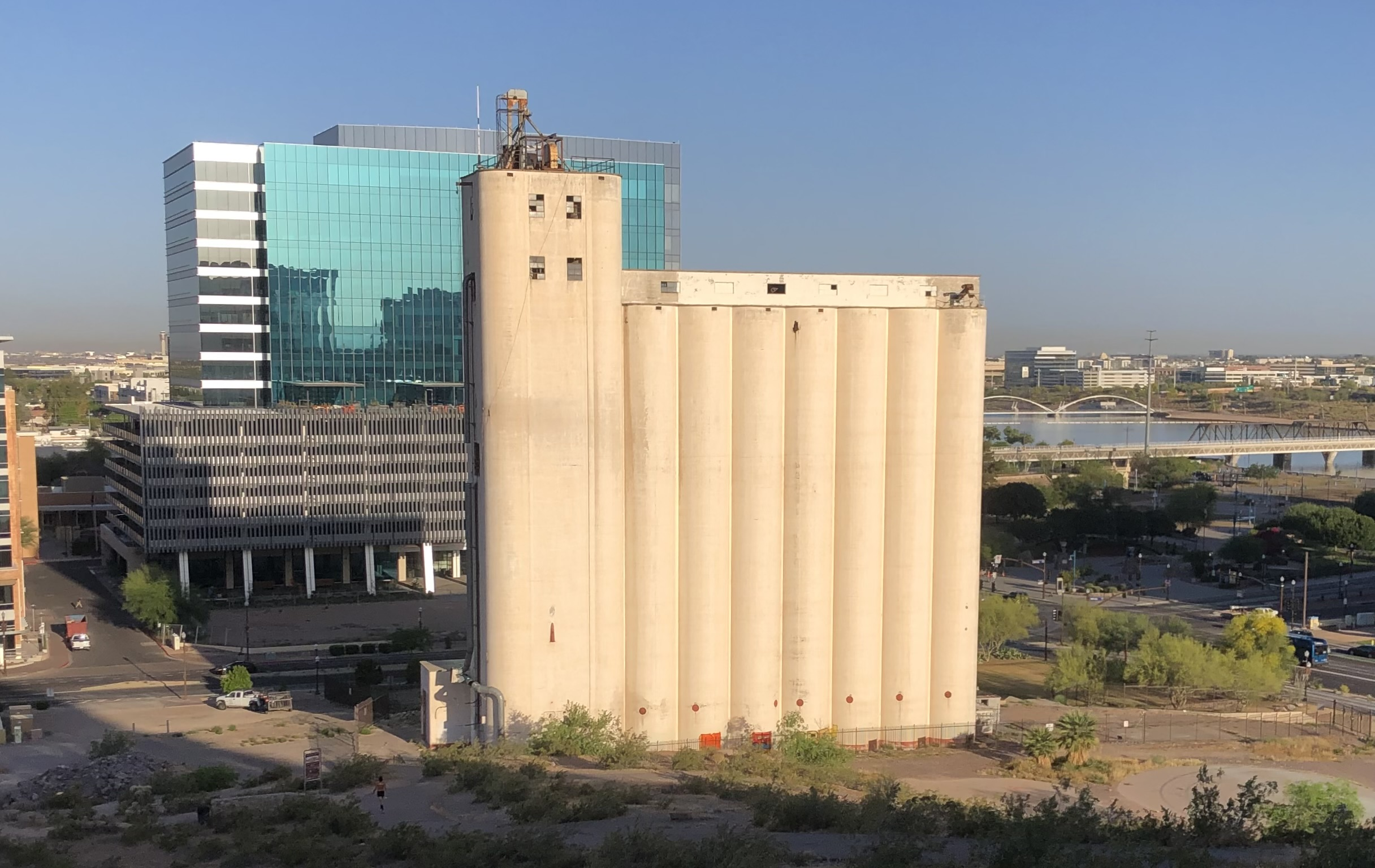
Hayden Flour Mill, 2023

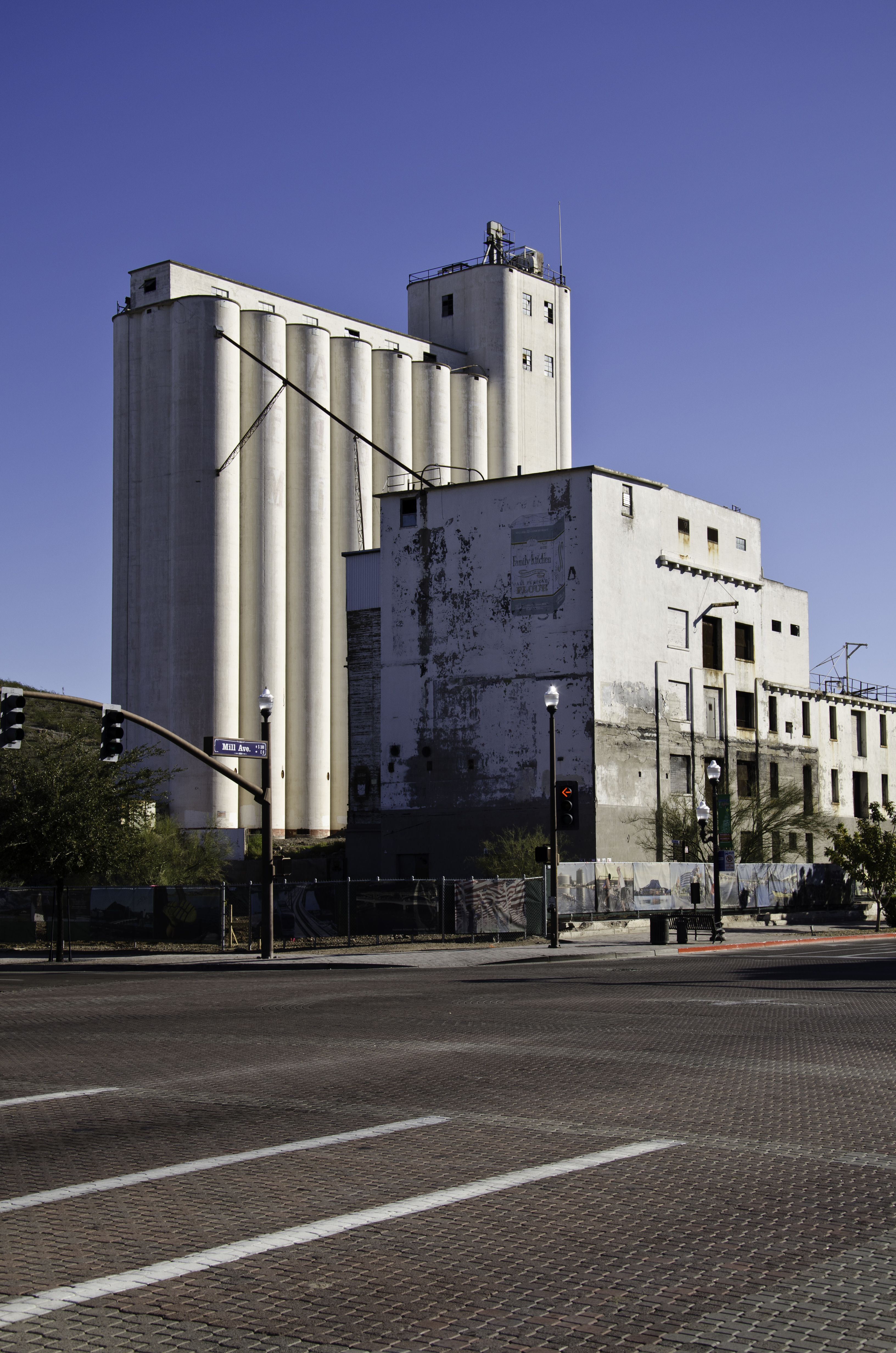
Blick von Nordwesten, 2011

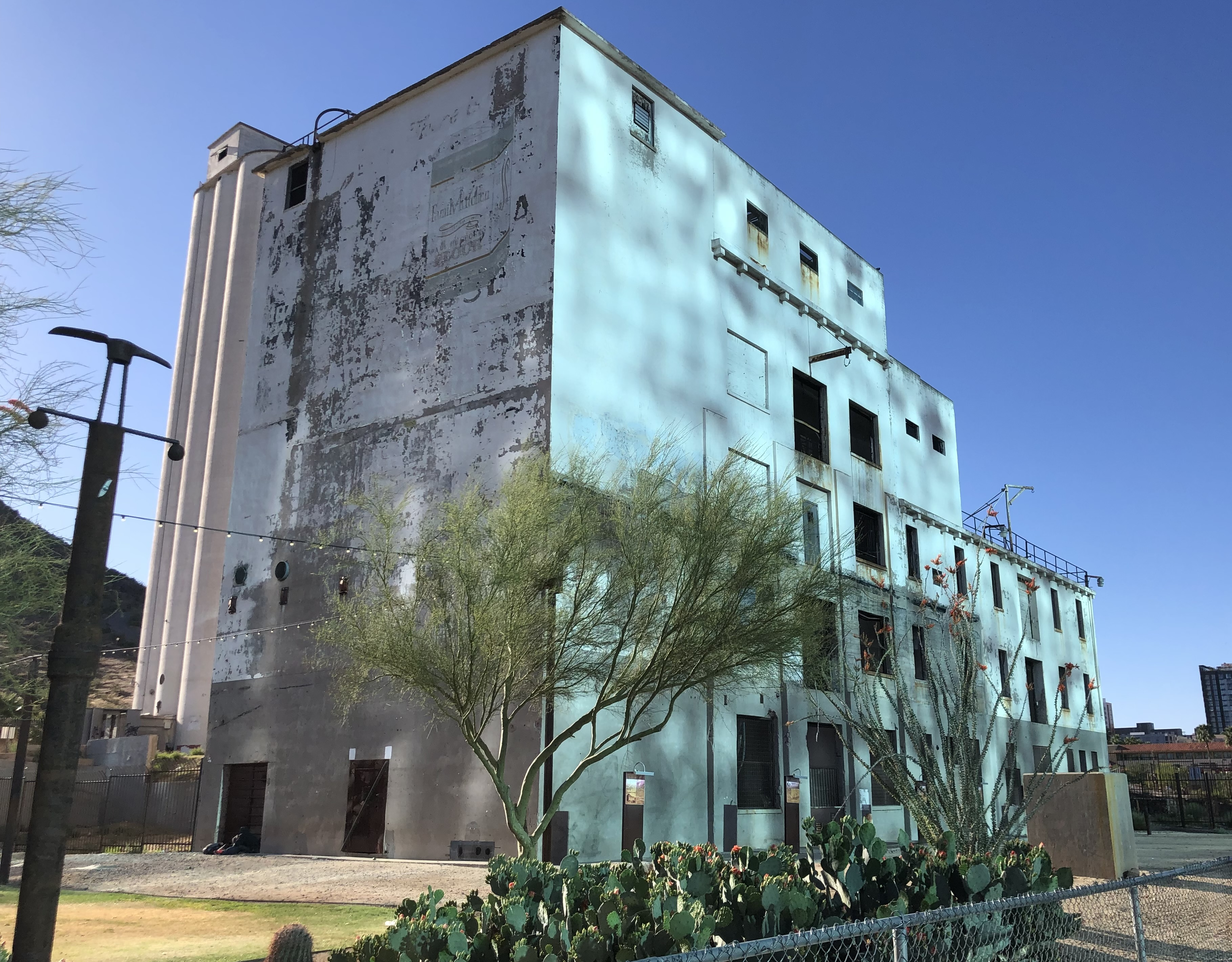
Mühlengebäude mit Spiegelung des westlich errichteten modernen Hochhauses, 2023

Die Hayden Flour Mill ist eine historische Mühle in der Stadt Tempe in Arizona.

## Lage
Die Mühle befindet sich im nördlichen Teil der Innenstadt von Tempe, an der Ecke Mill Avenue, für die sie namengebend ist und den Rio Salado Parkway, an der Adresse 119 S. Mill Avenue. Sie ist prägend für Stadtbild und gilt als Wahrzeichen der Stadt.

## Geschichte
Gegründet wurde das Unternehmen am 17. November 1870 durch Charles Trumbell Hayden als Hayden Milling and Farming Ditch Company. Die Fertigstellung der Mühle selbst wurde am 30. Mai 1874 bekannt gegeben. Das Unternehmen entwickelte sich schnell zum größten Ankäufer von Weizen und einem der bekanntesten Betriebe der Ernährungsindustrie in Arizona. Größere Abnehmer waren Bergbauunternehmen und Militärstützpunkte in der Region. Die mit Wasserkraft angetriebene Mühle erhielt Regierungsaufträge in Höhe mehrerer hunderttausend US-Dollar. Das zum Antrieb benötigte Wasser wurde mittels eines Kanals vom Salt River zur Mühle geleitet. Der Weizen wurde vor allem von Salt River Pima-Ureinwohnern angebaut und mit Pferden zur Mühle gebracht. Um die Versorgung der Mühle sicherzustellen wurden seitens des Unternehmens Handelsposten im Gila River Reservat eingerichtet. Aus den Säcken der Mühle wurde vielerorts Kinderbekleidung hergestellt. An der Mühle entstand ein Laden, Lagerhäuser und eine Schmiede. Darüber hinaus bestand hier die Fähre über den Salt River, so dass sich hier das Handelszentrum für die Südseite des Salt River Valleys entwickelte.
Der zunächst errichtete Bau brannte am 8. Juli 1895 nieder, wurde jedoch wieder aufgebaut. Nach anderen Angaben gab es 1895 kein Feuer. Am 11. Juni 1915 gründeten Carl Trumbull Hayden, C. G. Jones und F. A. van Ritten die Tempe Milling Company, die den Betrieb der Mühle fortsetzte. Nach einem neuerlichen Brand in der Mühle am 10. Juli 1917, der die Anlage völlig zerstörte, machte sich wiederum eine Neuerrichtung erforderlich. Das heute noch erhaltene Gebäude wurde so 1918 durch J. C. Steele errichtet. Der drei- bis viergeschossige Neubau wurde aus Backsteinen und Stahlbeton gebaut und ist das älteste Stahlbeton-Gebäude in Tempe. Es wurden neue, nach dem Erdbeben von San Francisco 1906 entwickelte Techniken eingesetzt, um den Bau feuerfest zu machen.
Die neue Anlage nahm ihre Produktion am 10. Juli 1918 auf. Ab dem 6. Februar 1924 erfolgten die Arbeiten zur Elektrifizierung der Mühle. Die Genehmigung hierzu war am 7. Juni 1923 erfolgt. Der Getreideaufzug und das Silo östlich der Mühle wurden 1951 durch die Mayer-Osborn Company aus Denver errichtet, wobei der Baukörper des Silos innerhalb von elf Tagen entstand. Noch bis 2007 war das Silo mit seinen fast 46 Metern das höchste Gebäude von Tempe. Im Jahr 1966 erfolgten zwei Erweiterungen auf dem Mühlengebäude. 1981 gab es zwei solcher Mühlen in Arizona, wobei die Hayden Flour Mill die größere war. Sie wurde dann am 7. Januar 1981 von Hayden C. Hayden, einem Enkel des Gründers an die Bay State Milling Company aus Quincy in Massachusetts übernommen. Die Produktionskapazität wurde erweitert, zugleich zog man sich jedoch aus dem Einzelhandelsgeschäft zurück und belieferte Großabnehmer mit speziellem Mehl. Am 10. Oktober 1984 wurde die Mühle in das National Register of Historic Places eingetragen.
Am 1. April 1998 wurde die Anlage geschlossen. Ein Teil der Mühleneinrichtung und -maschinen befand sich noch im originalen Zustand der Bauzeit von 1918. Seitdem steht die Mühle und das dazugehörige Silo leer. Der Bereich gilt als das längste durchgängig industriell genutzte Areal in Zentralarizona (Salt River Valley).
Am Nachmittag des 1. Oktober 2002 kam es zu einem großen Brand, wobei das Gebäude jedoch aufgrund seiner Bauweise erhalten blieb. Seit 2001 erfolgten mehrere Versuche zur Restaurierung, die jedoch fehl schlugen. So hatte der Stadtrat von Tempe im Dezember 2014 beschlossen, die Anlage zu einem Hotel umzubauen. Allerdings wurde der Beschluss letztlich nicht umgesetzt. 2021 forderte die Stadt Tempe, die Eigentümerin des Objekts ist, auf, Vorschläge zur Entwicklung des Objekts einzureichen, worauf zwei Initiativen eingingen. Anfang 2022 nahm die Stadt konkrete Verhandlungen auf. Im Oktober 2023 genehmigte die Stadt Tempe einen Sanierungsplan, mit dem Ziel die Gebäude zu erhalten. Das Projekt sieht Restaurants und Geschäfte sowie einen öffentlichen Park vor. Bei den Geschäften sollen auch Angebote der indigenen Bevölkerung der Region berücksichtigt werden. Mühlengebäude und Silo sollen restauriert werden und der Zugang zum angrenzenden Tempe Butte verbessert werden. Ein Abschluss des Projekts ist für etwa 2029 vorgesehen.